# Mușchiul brahial

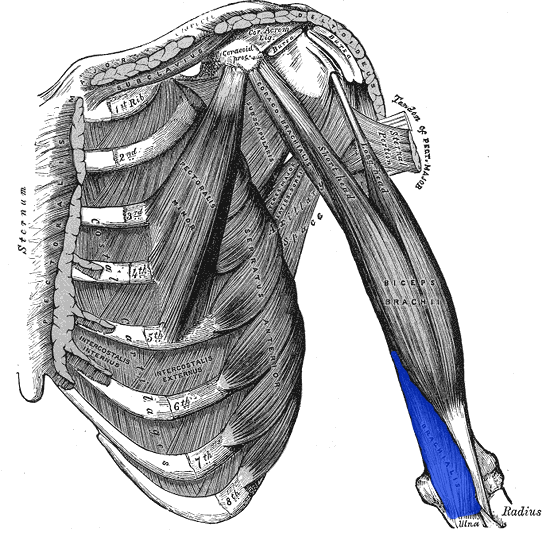
Mușchiul brahial (în albastru)

Mușchiul brahial (în roșu)

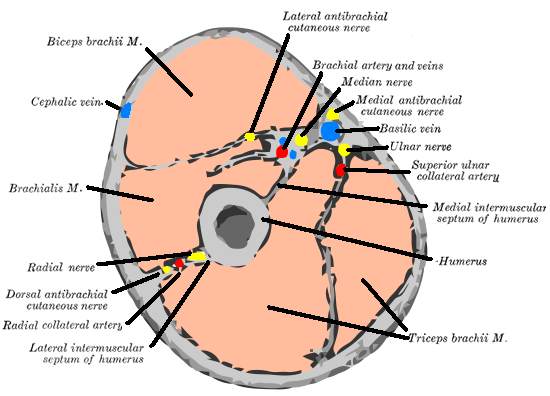
Secțiune transversală prin mijlocul brațului

Mușchiul brahial (Musculus brachialis) este un mușchi puternic, lung, turtit antero-posterior, situat în partea anterioară și inferioară a brațului, sub biceps; el dă lărgimea brațului în partea lui inferioară.

## Inserții
Superior are originea în treimea medie și inferioară a humerusului inserându-se pe buza inferioară a tuberozității deltoidiene (Tuberositas deltoidea humeri), pe fețele antero-laterală (Facies anterolateralis humeri) și antero-medială (Facies anteromedialis humeri) a humerusului și pe marginile lui, dedesubtul inserției deltoidului (Musculus deltoideus) și pe septurile intermusculare brahiale medial (Septum intermusculare brachii mediale) și lateral (Septum intermusculare brachii laterale) ale brațului, în special pe cel medial. 
Fibrele musculare descind, trec înaintea capsulei articulației cotului (Articulatio cubiti) și se termină printr-un tendon pe baza procesului coronoid al ulnei (Processus coronoideus ulnae) și pe tuberozitatea ulnei (Tuberositas ulnae). O parte din fibrele musculare profunde se inserează în capsula articulației cotului.

## Raporturi

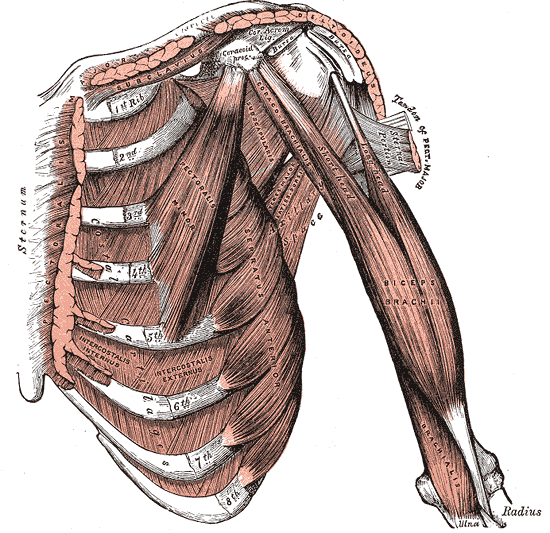
Mușchiul brahial și secțiunea raporturi a acestuia

Fața anterioară a mușchiului brahial este acoperită de mușchiul biceps (Musculus biceps brachii), între ei coborând nervul musculocutanat (Nervus musculocutaneus). 
Medial vine în raport cu mănunchiul vasculo-nervos al brațului: artera brahială (Arteria brachialis), vena brahială (Vena brachialis) și nervul median (Nervus medianus) și cu mușchiul rotund pronator (Musculus pronator teres). 
Lateral vine în raport cu mușchiul brahioradial (Musculus brachioradialis) și mușchiul lung extensor radial al carpului (Musculus extensor carpi radialis longus). Între mușchiul brahioradial și mușchiul brahial trec nervul radial (Nervus radialis), artera brahială profundă (Arteria profunda brachii) și artera recurentă radială (Arteria recurrens radialis). 
Fața posterioară a mușchiului brahial acoperă humerusul și fața anterioară a articulației cotului peste care trece.
Tendonul de inserție acoperă anterior articulația cotului.

## Inervația
Este inervat de nervul musculocutanat (Nervus musculocutaneus) (neuromer C6—C7), mai rar din nervul radial (Nervus radialis).

## Acțiune
Este cel mai puternic flexor al antebrațului pe braț și în același timp este și tensor al capsulei articulației cotului, pe care trimite fibre, nepermițând prinderea capsulei între suprafețele articulare. Când ia punct fix pe antebraț, ajută la cățărat.